# 門馬智幸
門馬 智幸（もんま ともゆき、男性、1962年（昭和37年）2月6日 - ）は、福島県出身の空手家、実業家。NPO法人極真カラテ門馬道場の代表。世界総極真所属。総極真空手五段。

## 人物
福島県西白河郡矢吹町出身。
16歳より空手を始め、18歳の時に極真会館福島県支部（和気道場）へ入門。28歳の時、会社設立のため一時的に離れる。大山総裁が逝去された2年後、34歳で復帰。以後、福島県本部の支部長、本部師範代を経て41歳の時、福島県南支部の師範就任。
2004年、42歳で「福島県本部 門馬道場」として独立。
現在は、福島県内19ヵ所に700人の門下生を抱え、ワールドカップ型チャンピオン「岩崎菜穂子」を育て上げた他、多数の門下生が各大会で上位入賞を果たしている（月刊フルコンタクトKARATE 2009年6月号および2010年10月号）。

## 概要
2004年7月、東日本極真連合（極真連合会所属・故小野寺勝美代表）より、「福島県本部 門馬道場」の設立を允許され独立。
2008年11月、「NPO法人極真カラテ門馬道場」を設立。
2009年4月、連続組手完遂し五段取得。
小野寺勝美師範の死去に伴い東日本極真連合解散後、2012年11月、「国際空手道連盟 極真会館 世界総極真」の設立を経て加盟。